# Polycephalium
Polycephalium är ett släkte av tvåhjärtbladiga växter. Polycephalium ingår i familjen Icacinaceae.
Kladogram enligt Catalogue of Life:
| Polycephalium | \| \| Polycephalium capitatum \| \| \| \| \| \| Polycephalium lobatum \| \| \| \| |
|               | \| \| Polycephalium capitatum \| \| \| \| \| \| Polycephalium lobatum \| \| \| \| |
|               | Polycephalium capitatum                                                           |
|               |                                                                                   |
|               | Polycephalium lobatum                                                             |
|               |                                                                                   |